# Bure (adelsätt)
Bure var en svensk adlig släkt nr 126, härstammande på mödernet från den så kallade Bureätten.
Till Bureätten skall enligt en motbevisad tradition kyrkoherden Engelbertus Laurentii i Säbrå stamma på svärdssidan. Hans hustru, Elisabeth Andersdotter, var dotter till prosten och kyrkoherden i Skellefteå Andreas Olai som förde lutherdomen till den socknen. Dennes hustru Anna Andersdotter var barn till Anders Jacobsson Bure i Kåge som enligt Anrep var underlagman och enligt Johannes Bureus var son till Kälug från Hälsingland och underlagmannen Jacob Andersson i Västerbotten, som inte finns belagd i historiska källor. Anders Jacobsson Bure finns omnämnd i ett pergamentsbrev utfärdat av ärkebiskop Johannes Magnus, eftersom han gifte sig med dottern till en katolsk präst och därmed fick hemmanet Kåge utanför Skellefteå.
Engelbertus Laurentii och Elisabeth Andersdotter, som möjligen kallade sig Bure, fick flera barn, däribland sönerna Olof, Anders och Jonas Bure.
Olof Bure adlades 1621 på namnet och introducerades på nummer 126, och hans båda bröder Anders Bure samt Jonas Bure 1624 på samma namn och nummer. Släkten dog ut på svärdssidan med överjägmästaren Anders Fale Bure 1829.

## Anders Bures släktgren
Anders Bure (1571–1646) var gift med Kerstin Krabbe som var dotter till hövitsmannen Knut Andersson Krabbe af Svaneby till Ek och Carin Pedersdotter (Svart). De fick två söner. Äldste sonen Andreas Bure var major i fransk tjänst och sköts ihjäl av sin löjtnant. Ätten fortlevde på svärdssidan med dennes yngre bror Johannes Bure till Norrby och Randen, gift med Birgitta Thott af Skebo vars mor var en Månesköld af Seglinge. Denna ättegren har sin familjegrav i Husby-Långhundra kyrka. Om honom berättar Gabriel Anrep att han levde utan tjänst och att han föddes med förkrympt hand vilken aldrig blev större än en barnhand.
Sistnämnda makar hade sonen Anders Bure som avled under studentåren i Uppsala, dottern Sophia Bure, gift Boije af Gennäs, dottern Christina Bure, gift och stammoder till ätten Hjulhammar, samt majoren och överjägmästaren Erik Bure.
Denne Erik Bure till Norrby och Randen kallades enligt Anrep "den rike". Han var gift två gånger, med Brita Planting-Gyllenbåga och Maria Hedvig Buxhöfden. I första äktenskapet föddes Maria som var gift von Hirsheit och Wijnbladh och tre söner, förutom många barn som avled späda. Sonen Eric Bure var kapten vid Upplands infanteri och gift två gånger. Han fick flera barn vilkas öden är okända, men en av dennes söner fick barn och döttrarna var gifta.
Erik "den rike" Bure hade vidare sonen Axel Bure som var sergeant och gift med en bondedotter Anna Enblom. Deras enda barn som inte avled som barn, Eric Axel Bure, var fänrik vid Västmanlands regemente. Han fick två döttrar vilkas öden är okända. Sonen Carl Gustaf Bure var mjölnare i Stockholm och gift med en piga. Yngste sonen Johan Fredrik Bure var sergeant och barnlös. Äldste sonen Fale Axel Bure var ryttmästare och avled på 1800-talet.
Den yngste sonen till Erik "den rike", Reinhold Johan Bure, var ryttmästare vid Åbo läns kavalleri. Hans hustru var Anna Margareta Schauman och han fick med henne sonen Reinhold som avled ung, och dottern Anna Elisabeth som gifte sig Boije af Gennäs.

## Jonas Bures släktgren
Jonas Bure (1575–1655) till Burevik, Yhla, Björkvik, Stora Wäsby och Tofta var gift med Anna Bagge (släkten Bagge af Boo), dotter till ståthållaren Jakob Bagge af Boo och Elisabeth Soop. Denna ätts familjegrav finns i Knutby kyrka.
Föregående makar fick fyra barn. Deras dotter Anna var gift med Carl Silfversparre och dottern Elisabeth med Johan Graan. En son avled ung. Äldste sonen Jonas den yngre förde ätten vidare på svärdssidan. Han var assessor i Reduktionskollegium, och gift med Märta Bonde. Dottern Anna gifte sig med Hans Clerck, dottern Elisabeth med Bengt Kafle, sonen Jonas stupade barnlös i Stralsund, sonen Philip vådasköts till döds under en jakt, sonen Jacob Bure var landshövding och fick en dotter i äktenskapet, och sonen Gustaf Bure var gift med Beata Rålamb.
Gustaf Bure och Beata Rålamb fick en dotter som gifte sig Mörner af Morlanda och blev farmor till kungamakaren Carl Otto Mörner. Sonen hovjunkare Claes Jonas Bure till Länna och fideikommissarie till Lundby var gift med Birgitta Christina Ulfhjelm och fick sjutton barn varav de flesta avled som barn. Ingen dotter gifte sig. Av sönerna var Claes Gustaf Bure stallmästare men fick inga barn som överlevde honom eller förde ätten vidare, Carl Wilhelm Bure var major och fick en son som stupade under 1813 års fälttåg i Tyskland och en dotter som gifte sig Poignant, samt Anders Fale Bure som i trolovning fick en dotter som gifte sig Zacco och som slöt ätten på svärdssidan.

## Olof Bures släktgren
Olof Bure (1578–1655) till Boo gård, Lämshaga, Fogelbro, Sunnerstad och Lingsberg var gift med broderns svägerska, Elisabeth Bagge af Boo (släkten Bagge af Boo). Deras dotter Elisabeth gifte sig Munck af Fulkila, dottern Christina gifte sig Svart, dottern Maria gifte sig Wernsköld, dottern Anna gifte sig först Hulshorst och sedan Rehbinder. Den ende sonen Jacob Bure avled före fadern.

## Dna-forskning
De tre bröderna Andreas, Jonas och Olof tillhörde Bureätten på både sin fars och sin mors sida enligt den berömda släktutredningen av brödernas kusin Johannes Bureus. Kopplingen på faderns sida har emellertid ifrågasatts av släktforskare, bland andra Urban Sikeborg, som menar att Johannes Bureus på oklara grunder sammanförde brödernas förfader sju generationer tillbaka, Fale Olofsson, med Bureätten. En uppmärksammad dna-undersökning genomförd under 2013 av Peter Sjölund och Ronny Norberg vederlägger sambandet mellan faderns anfäder och Bure-ätten, men ger stöd för den gren brödernas mor tillhörde.
Felaktiga och vilseledande uppgifter har publicerats i media om att avslöjandet skulle innebära att bröderna inte skulle ha rätt till sitt namn eller och att de adlades på felaktiga grunder, baserat på att de hade fabricerat en koppling till släkten Bure på farssidan. De tre bröderna tog sitt tillnamn efter sin mors släkt, på samma sätt som att Johan Bure tog sitt namn efter sin mors släkt. Det är först med Riddarhusets inrättande 1626 som adeln inte kunde ta namn efter vilken släkting som helst. De tre bröderna adlades före Riddarhusets tillkomst. I sköldebreven sägs inget om namnet. De adlades alltså inte med namnet Bure – de var kända under det namnet redan sedan de var unga. Deras adlande var inte ett förnyande av ett gammalt adelskap som skulle bygga på att en anfader till dem åtta generationer tidigare (Olof Hersesson) var frälseman, utan de nyadlades för sina personliga förtjänsters skull.